# Blindage réactif explosif
Pour les articles homonymes, voir Blindage.
Pour un article plus général, voir Blindage réactif.
Le blindage réactif explosif est un type de blindage réactif utilisé sur les véhicules blindés et les casemates, qui, à l'aide d'un explosif, réagit à l'impact d'un projectile afin de réduire ou de stopper sa perforation.

## Historique

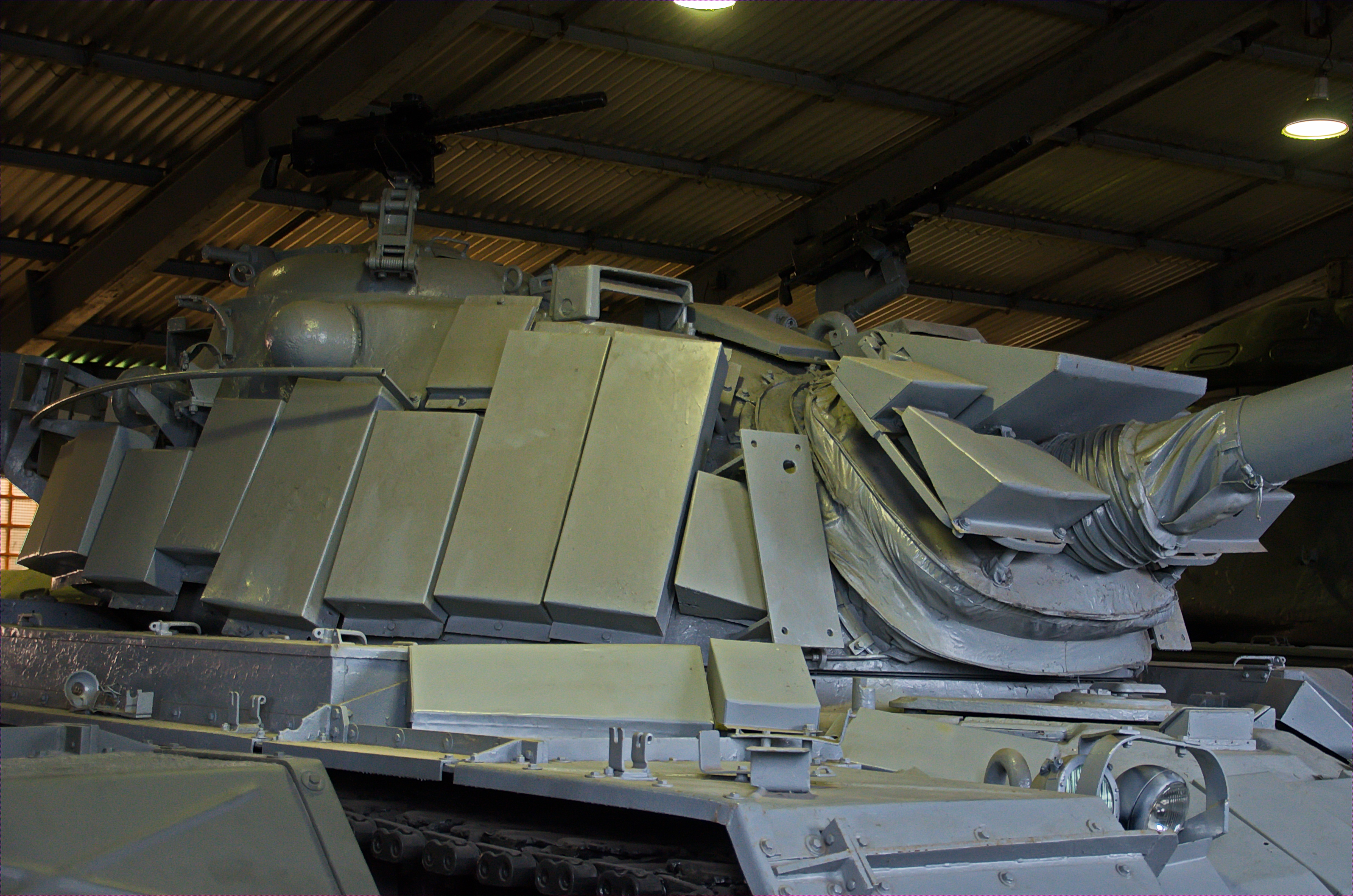
Gros plan sur les tuiles réactives Blazer recouvrant un Magach 5 israélien saisi par l'armée syrienne en 1982.

Les premiers travaux sérieux sur les technologies de protection utilisant de l'explosif furent menés par le chercheur et académicien soviétique Bogdan Vjacheslavovich Voitsekhovsky de l'Institut de recherche sur l'acier (NII Stali) en 1949. Les premières expérimentations eurent lieu durant les années 1960 mais les résultats des tests ne furent pas concluants et provoquèrent même des accidents.
Durant les années 1970, le docteur Ouest-Allemand Manfred Held (1933-2011), expert en balistique, proposa un brevet de blindage réactif explosif à la République fédérale d'Allemagne et à d'autres pays membres de l'OTAN qui n'y prêtèrent guère attention. Néanmoins, ses travaux furent repris par RAFAEL, une agence israélienne de recherche et de développement militaire. Cette agence civile, dépendant du ministère de la  Défense, mit au point, en coopération avec Israel Military Industries (IMI), le premier blindage réactif explosif au monde, dénommé « Blazer ».
Le premier emploi en conditions opérationnelles du blindage réactif explosif remonte à mars 1978, durant l'opération Litani, où les chars Sho't Kal Gimel israéliens sont recouverts de tuiles Blazer conçues par Rafael. Lors de l'opération « Paix en Galilée » d'invasion du Liban en 1982, les chars M48, M60 Magach et les Centurion Sho't sont également recouverts des tuiles Blazer.
La même année, les Russes récupérèrent un M48 Magach 5 saisi par les Syriens et en exploitèrent les solutions développées par les Israéliens. 
En 1984, ils équipèrent massivement les chars T-72 et T-80 du Pacte de Varsovie de briques Kontakt-1. Ce qui attira l'attention de l'OTAN, car les évaluations d'experts démontraient qu'aucun missile antichar en service à l'époque dans les pays membres n'aurait pu passer au travers.
Cela accéléra la mise au point de missiles à attaque en survol, comme les TOW-2B et Javelin américains ou encore le BILL (en) suédois, ainsi que les missiles à charge tandem TOW-2A, HELLFIRE II américains et les MILAN 2T, HOT-3 européens dont la première charge creuse fait exploser la tuile réactive, ouvrant ainsi le passage à la charge principale qui attaque le char.

## Principe de fonctionnement

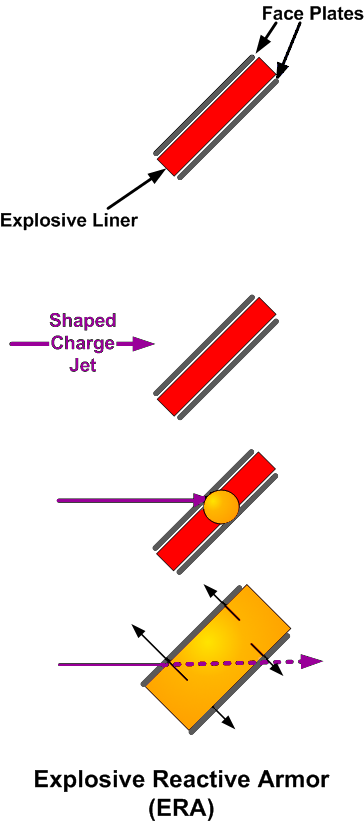
Schéma du fonctionnement d'un blindage réactif explosif.

Le principe du blindage réactif explosif (ou ERA, en anglais : Explosive Reactive Armor) est celui d'un assemblage de trois couches (ou sandwich) incliné à plus de 25° et formé par deux plaques d'acier emprisonnant une couche d’explosif (ou feuillet). Quand le dard formé par l'explosion d'une charge creuse percute le sandwich, il déclenche la détonation de l'explosif, ce qui met en mouvement les deux plaques d'acier, qui s’éloignent alors l’une de l’autre à très haute vitesse. Ce faisant, tout se passe comme si le dard de charge creuse voyait défiler devant lui une plaque d'acier qu'il découpe à la manière d'une scie sauteuse avec une planche de bois. Cette découpe consomme le dard et le fractionne, ce qui réduit sa capacité de pénétration.

## Efficacité massique
L’efficacité massique théorique d’un sandwich réactif peut être supérieure à 10, c'est-à-dire qu'elle est dix fois plus légère que le bloc d'acier qu'il aurait fallu mettre pour arrêter ce dard. Cependant, cette valeur théorique chute rapidement pour plusieurs raisons :
- Il faut d'abord arrêter la plaque arrière au moyen d'une structure, sinon elle pourrait elle-même constituer un projectile dangereux.
- La tête du dard n'est pas traitée par le sandwich qu’elle traverse après avoir déclenché l'explosif. Il faut donc de la matière pour l'arrêter.
- Enfin, les sandwiches doivent être tenus et fixés. On utilise pour cela des boîtes métalliques qui les protègent contre les éclats du champ de bataille et qui sont vissées sur la structure du véhicule.

Tout cela fait que l'efficacité massique des sandwichs dits « intégrés » est ramenée entre 4 et 6. Suivant la puissance de la charge creuse à arrêter, on utilise un, deux, voire trois sandwichs étagés. L'une des grandes difficultés dans la mise au point des blindages réactifs explosifs fut de concevoir des explosifs « insensibles » aux autres agressions et qui ne se déclenchent qu’à l'impact d'un dard. Les premiers essais menés avec un char recouvert de tuiles réactives montraient que l'explosion d'un sandwich déclenchait l'explosion de tous les autres par vibrations par sympathie, le char étant littéralement déshabillé de son surblindage. Le tir d’une rafale de mitrailleuse ne doit pas non plus se traduire par une destruction des éléments réactifs. La mise au point de ces explosifs spéciaux fut longue avant d'arriver à une solution opérationnellement satisfaisante.

## Évolution

### Réduire l'efficacité des obus-flèche
L'efficacité du blindage réactif explosif face aux obus-flèches a été démontrée à l'ISL dès 1974.
Les Soviétiques améliorèrent le concept en développant, entre 1985 et 1987, la série de tuiles Kontakt-5. Elles offrent une protection polyvalente face aux charges creuses et aux obus-flèche. Ce blindage réactif explosif est référencé comme étant un blindage réactif « lourd » par les anglophones et comme étant « intégré »  (en russe : vstroenniy) car faisant intégralement partie du blindage des chars de combat T-80U et T-90.
Les plaques d'acier sont plus épaisses pour casser les flèches et la tuile renferme deux sandwichs 4S22 décalés angulairement de façon à attaquer le dard ou le barreau de flèche suivant deux directions, améliorant l'efficacité de l'étage réactif.

### Contrer les charges tandem

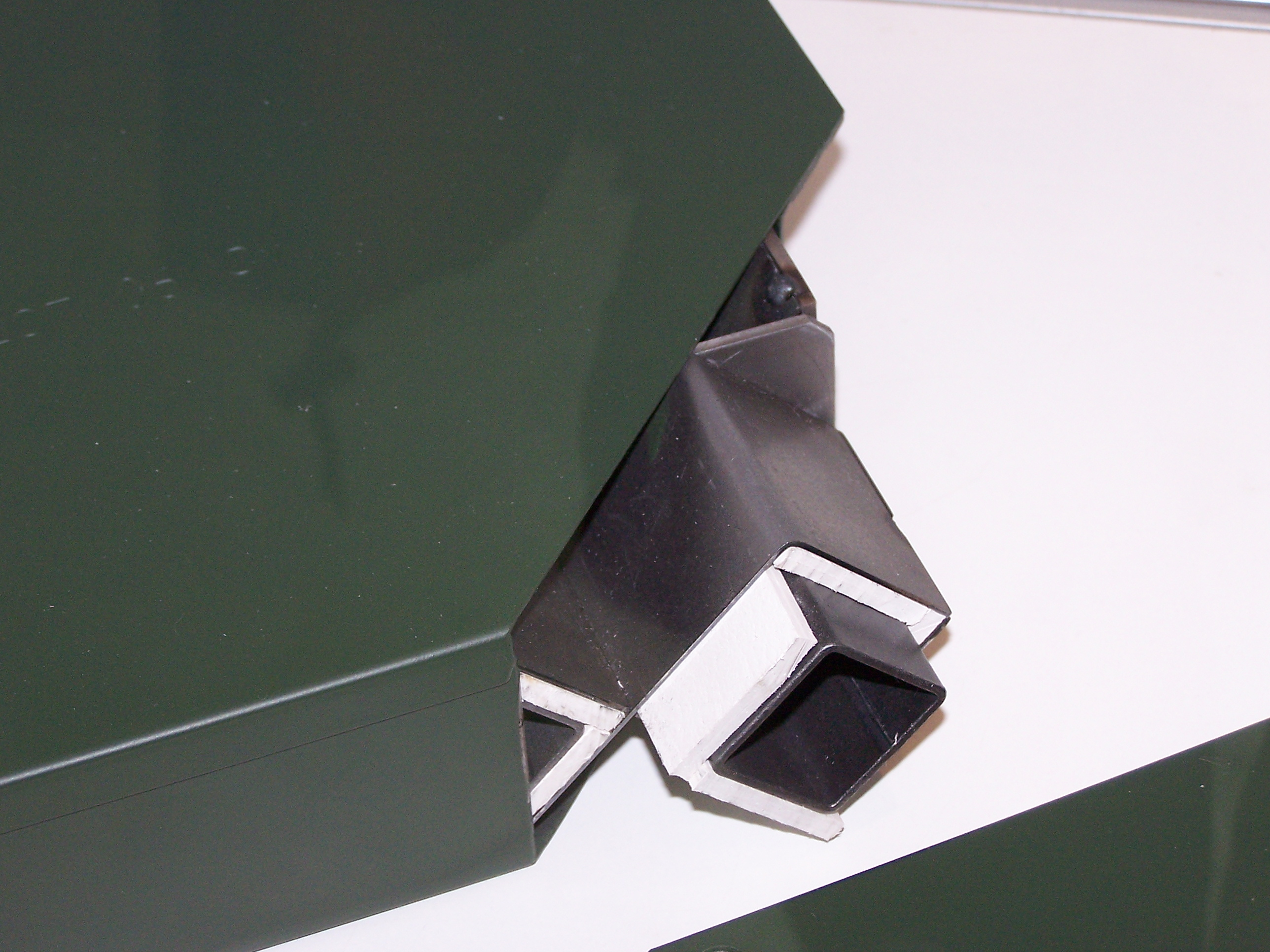
Coupe transversale du blindage réactif explosif DYNA protégeant le T-72M4 CZ des charges tandem.

Plusieurs industriels proposent aujourd'hui des tuiles ou des briques réactives capables de s'opposer à des charges tandems grâce à un compartimentage optimisé qui neutralise la charge précurseur sans toucher le sandwich arrière prévu pour défaire la charge principale.
La société slovaque ZTS Martin, a mis sur le marché cette technologie avec leurs briques DYNA (DYNamic Armour) montées sur le T-72M4 CZ. Les boîtes DYNA renferment des éléments de forme rhomboïdale autour desquels est enroulée une couche d'explosif.
La firme ukrainienne Mikrotek a développé des blindages réactifs explosifs à base de charges coupantes. Les tuiles appelées Nozh-L (Nozh signifie « couteau » en ukrainien) et Duplet renferment des charges linéaires explosives dont la détonation transforme un demi-cylindre de cuivre en une lame coupante capable de tronçonner une flèche en plusieurs petits morceaux qui perdent leur capacité individuelle d’agression. Chaque brique contient jusqu'à une douzaine de charges coupantes rangées les unes à côté des autres comme des crayons de couleur dans leur boîte. Quand la flèche frappe la brique, elle déclenche l'explosion en chaîne des charges. Duplet protège le char ukrainien T-84M Oplot-M.
Une version pour protection latérale contre missiles et RPG-7 appelée Raketka comprend deux étages de briques insérés dans une boîte fixée sur les flancs du blindé.

## Limitations
- La capacité de recevoir plusieurs coups est très limitée.
- Effet mosaïque, la protection n’est pas homogène car ne recouvrant pas tout le véhicule blindé[9].
- Contrainte logistique lié au transport d'explosif.
- Durée de vie limitée par la date de péremption de l'explosif.

## Fabricants et produits
- RUAG Ammotec : TERA
- Dynamit Nobel : CLARA
- Elbit Systems : Breakwater
- General Dynamics : ARAT, BRAT, SRAT II
- Giat Industries et SNPE : BRENUS
- Microtek : Nozh, Duplet
- NII Stali : Kontakt-1, Kontakt-5, Relikt
- NORINCO : FY-1, FY-2, FY-3, FY-4
- RAFAEL : Blazer, Super Blazer, RRAK
- Royal Ordnance : ROMOR-A
- RUAG Land Systems : SidePRO-CE
- Santa Bárbara Sistemas : SBBR
- Vickers Defence Systems : VARMA Series 2, VARMA Series 4
- WITU (en) : ERAWA-1, ERAWA-2, Pangolin
- ZTS Martin : DYNA
- Vojnotehnički Institut Beograd (VTI) : M19 ERO

## Galerie

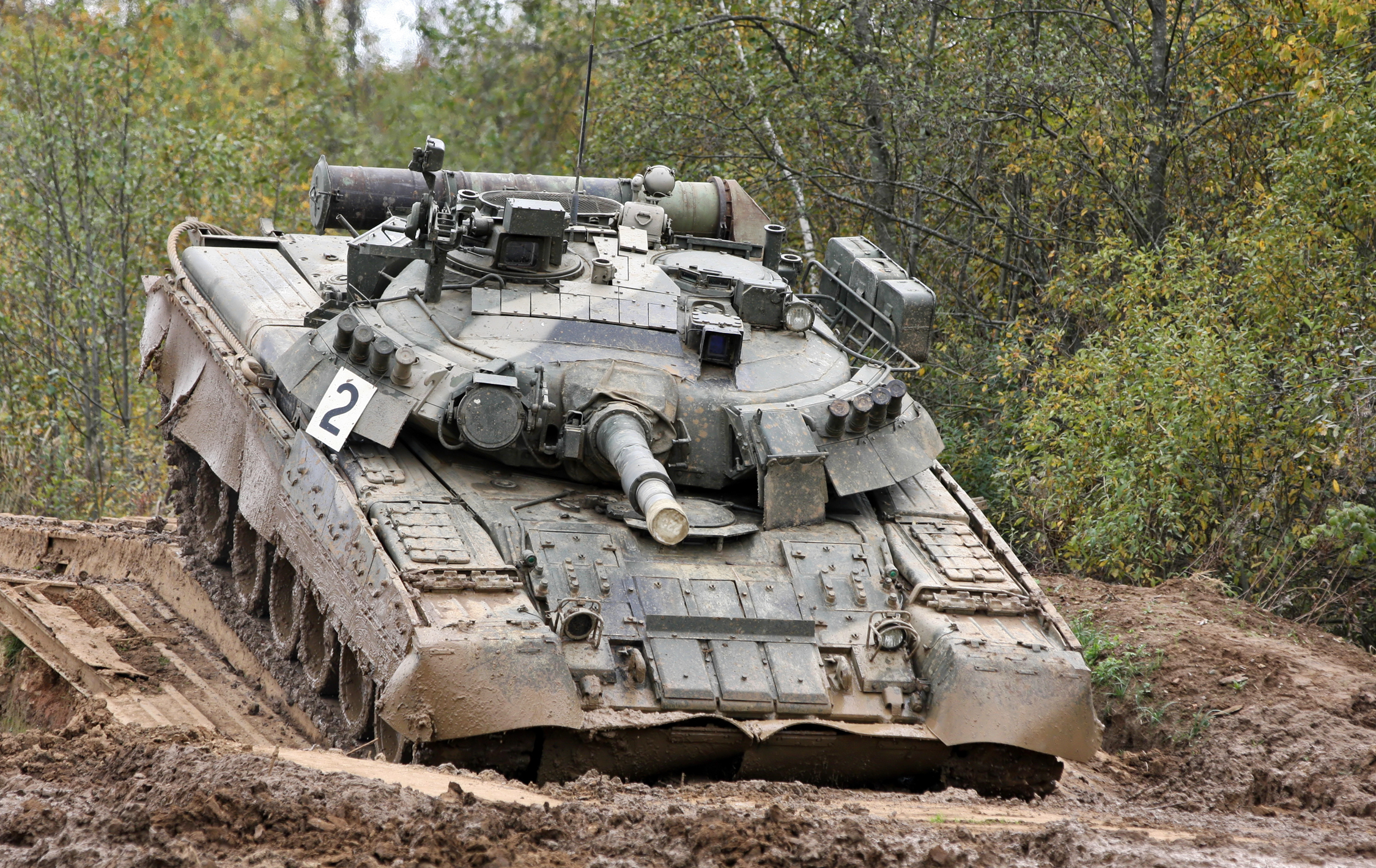
Sur le T-80U, le Kontakt-5 est présent sur le glacis, le premier tiers des jupes latérales ainsi que sur l'avant de la tourelle (masqué par des rabats en caoutchouc renforcé) et le toit de cette dernière.
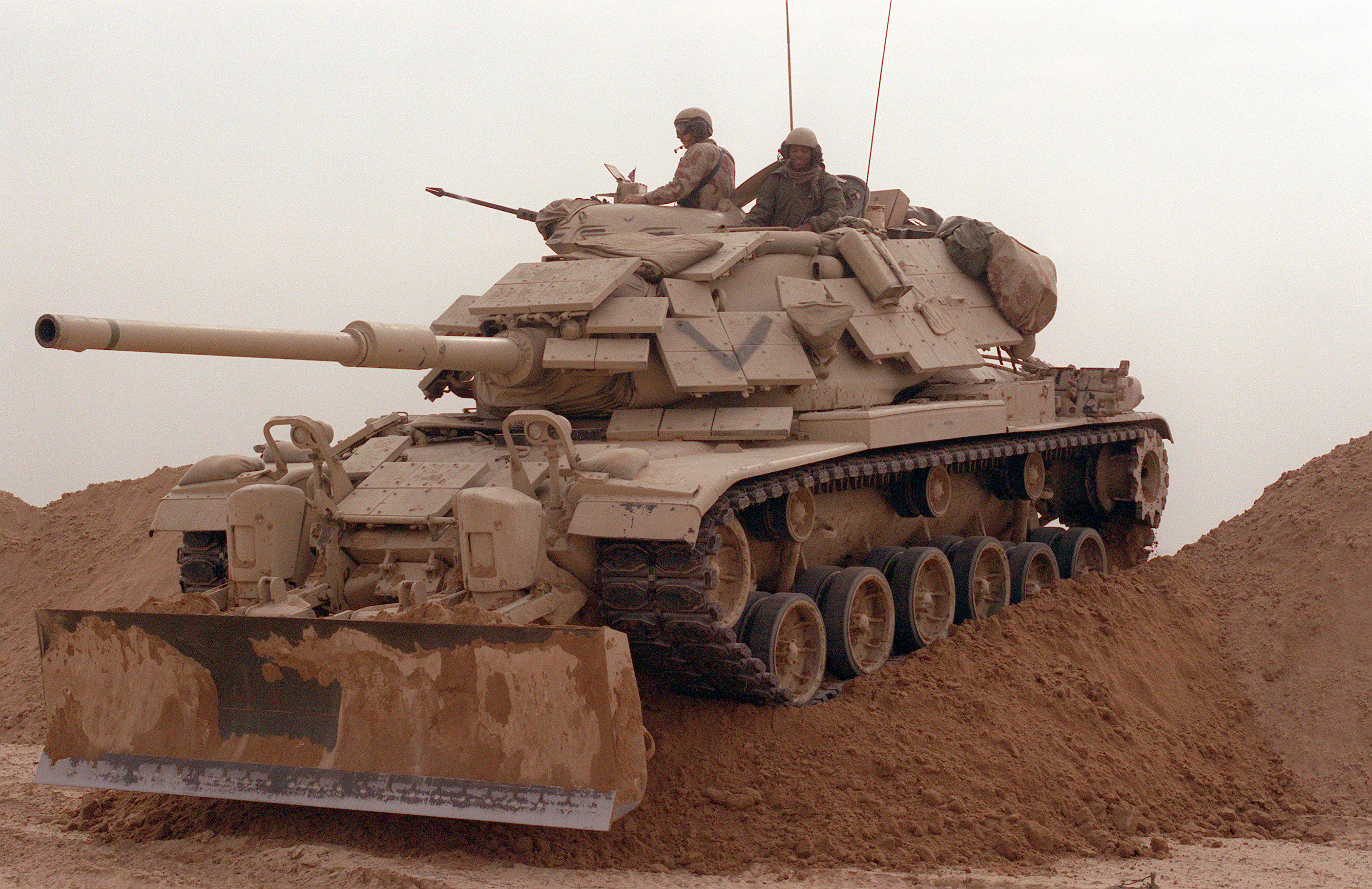
Un char de combat M60A1 du 2ème bataillon de chars des Marines durant l'opération Tempête du désert, il est recouvert d'un surblindage AAS (Appliqué Armor System) fait de tuiles réactives explosives M1 et M2.
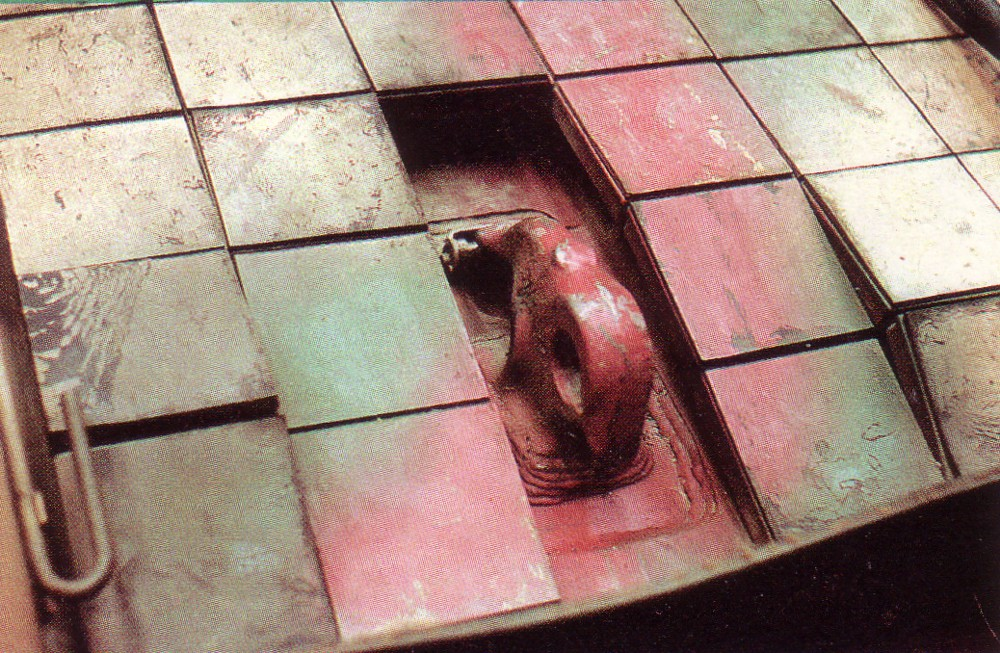
Carreaux de blindage réactif explosif polonais ERAWA-1.
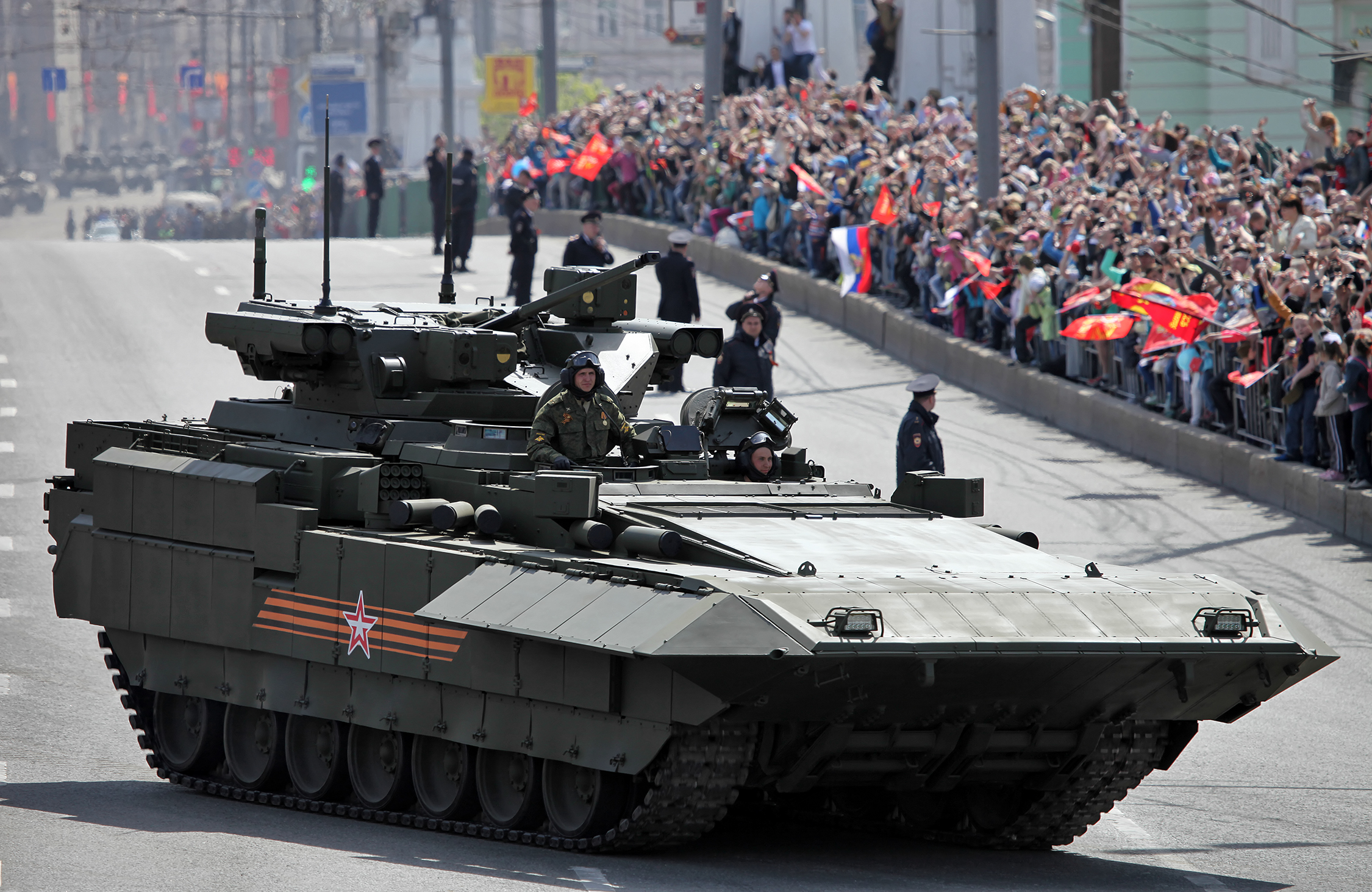
Le véhicule de combat d'infanterie lourd russe T-15 est protégé par du blindage réactif explosif Monolit.
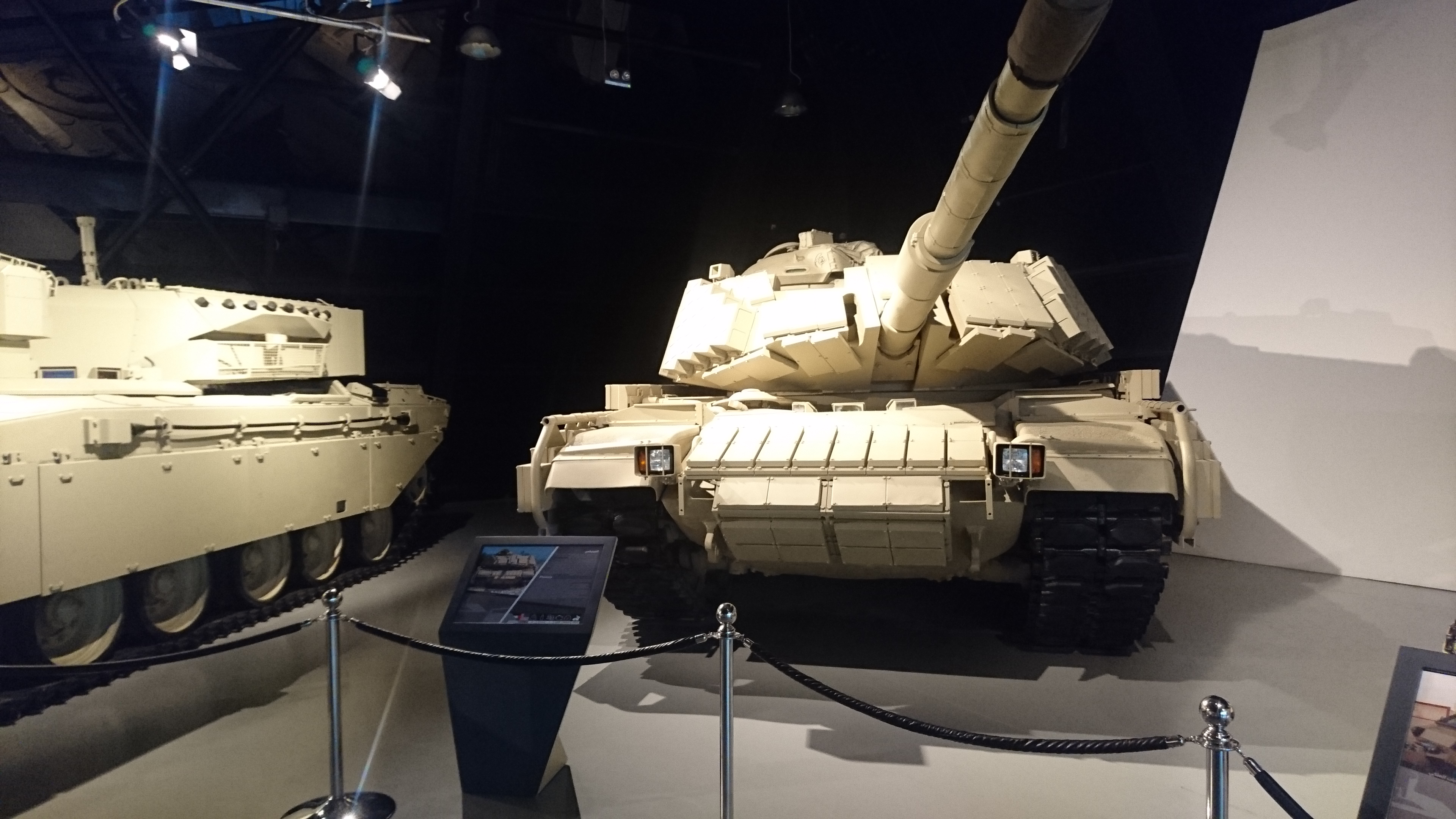
Le M60 Phoenix jordanien est recouvert de briques réactives SidePro-CE conçues par la firme suisse RUAG. Cette protection est optimisée contre les charges tandem.
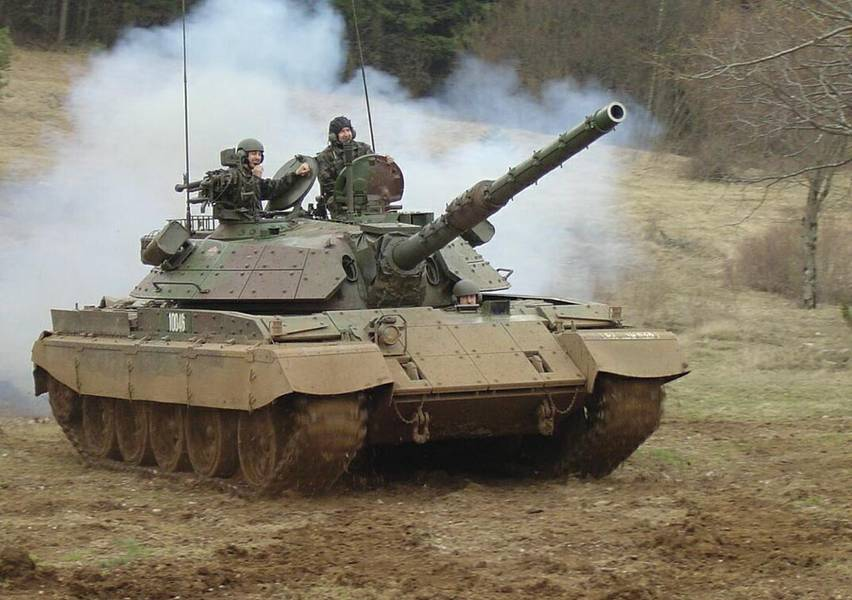
Les tuiles Super Blazer protègent l'arc frontal du M-55S slovène.
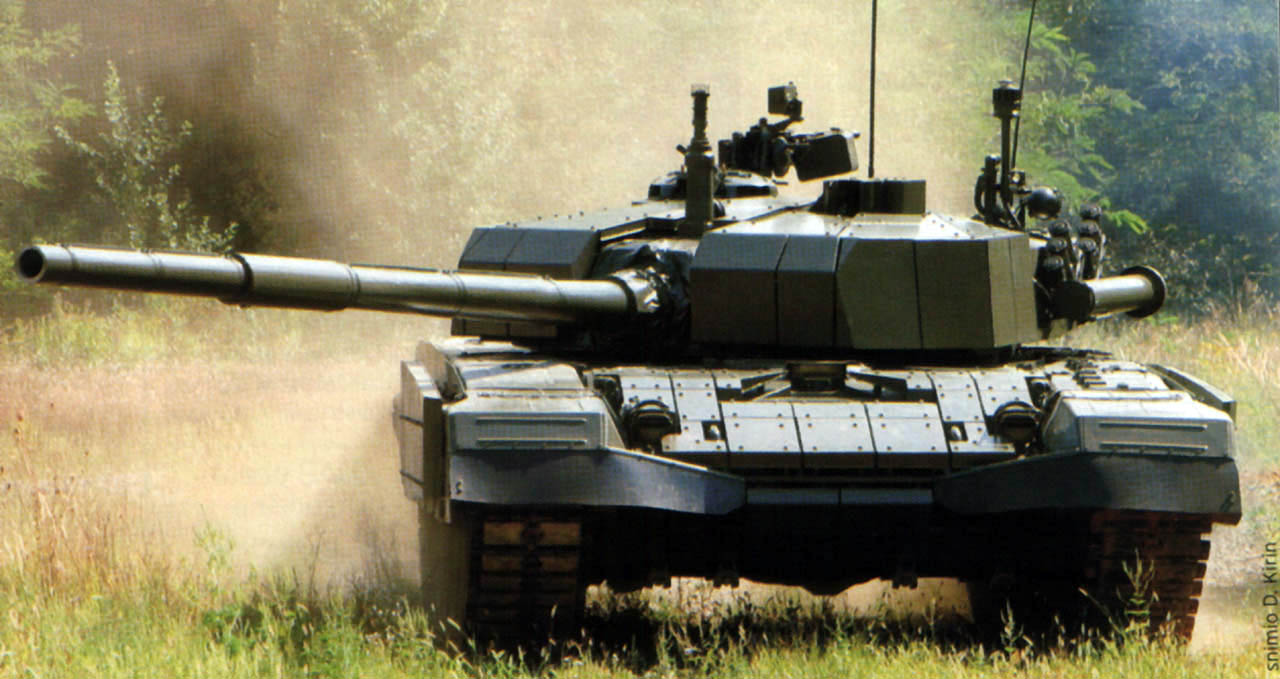
Le M-95 Degman croate intègre un blindage réactif explosif RRAK israélien de chez Rafael Advanced Defense Systems.
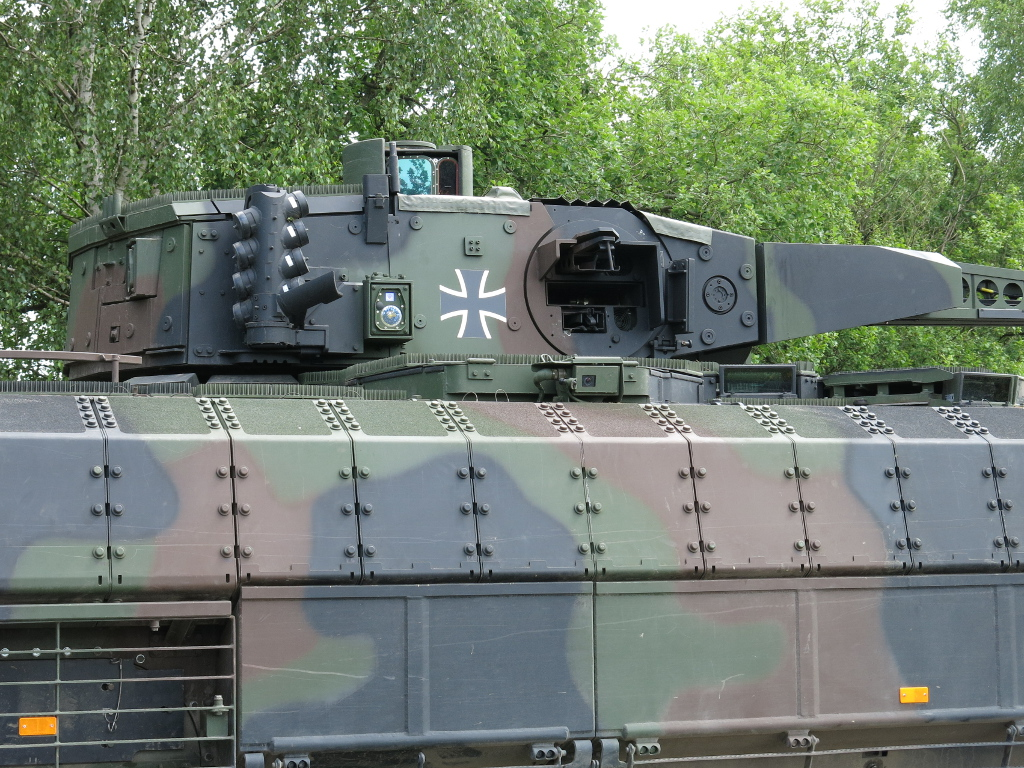
Le blindage réactif CLARA (Composite Lightweight Adaptable Reactive Armour) de Dynamit Nobel Defence est fait en fibre de verre afin de limiter les dommages collatéraux. Il recouvre, ici, les flancs du véhicule de combat d'infanterie allemand Puma.
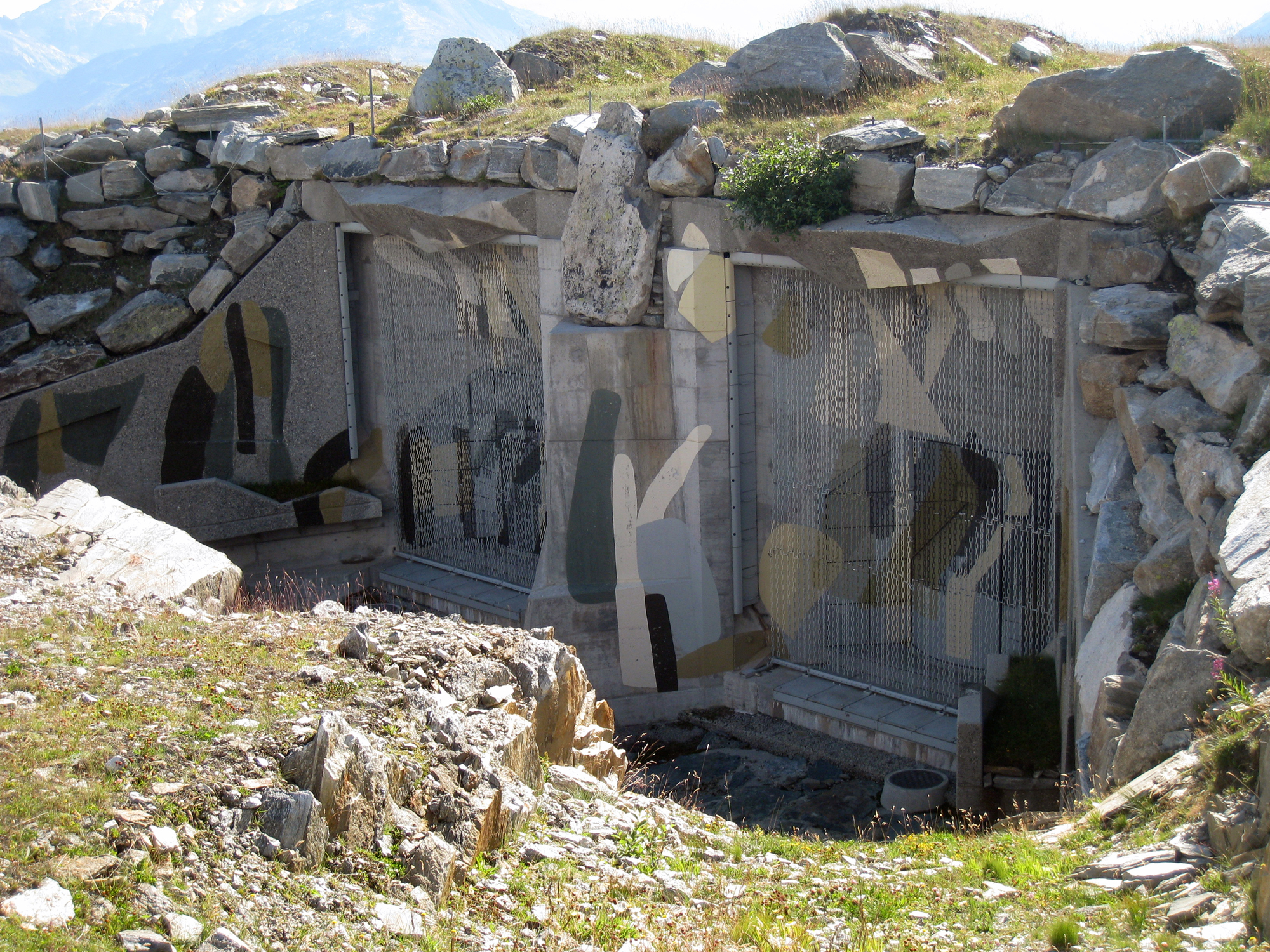
Un monobloc à Andermatt équipé de deux canons d'artillerie de forteresse BISON. On peut remarquer, derrière le rideau de chaînes, les tuiles de blindage réactif explosif TERA protégeant chaque embrasure.